# 政事総裁職
政事総裁職（せいじそうさいしょく）は、江戸時代後期、幕末に新設された将軍後見職・京都守護職と並ぶ江戸幕府三要職の一つである。

## 沿革
幕末、ペリー来航に象徴される対外危機意識を背景に、従来幕政から疎外されてきた朝廷や諸大名層からの政治参加要求が高まった。その中で、御三家や御家門といった徳川宗家に近い高い格式を誇り、対外危機意識をも共有する親藩大名は、従来の譜代大名中心の幕政に風穴を開けるべく期待をかけられる存在であった。
文久2年（1862年）、朝廷は、岩倉具視らの建策に基づき、水戸徳川家出身の一橋慶喜を将軍後見職に、家門の福井藩主松平慶永を大老職に就けるよう幕府に要求する。要求に当たっては、大原重徳を勅使として江戸に派遣し、薩摩藩の島津久光が護衛として同行した。これに対し幕府は、4月25日に慶喜・慶永ら旧一橋派諸侯の赦免を決定し、7月9日に慶永を政事総裁職とした。当初慶永には大老職が打診されたが、慶永がこれに対して、大老は譜代大名がなるものであり、家門筆頭の自分がつくべき職でないと主張したことから、急遽、政事総裁職として新設された経緯がある。
慶永は横井小楠をブレーンとして、慶喜らとともに文久の幕政改革を行ったが、翌文久3年（1863年）、将軍徳川家茂の上洛工作のために滞京中、朝廷の強硬な対外意見と自らの対外意見とのあいだで進退窮まり、3月2日に辞表を提出し、それが受け入れられないまま領国の越前に帰国してしまう。このため、3月25日に逼塞処分とされて総裁職を罷免された。
その後、10月11日になって後任として、家門の武蔵国川越藩主松平直克が任命された。直克は参与会議と幕府の意見調整にあたり、参与会議の瓦解後は慶喜とともに横浜鎖港政策を推進するが、天狗党の乱への対処をめぐって幕閣と対立し、元治元年（1864年）6月22日に辞職した。
その後に政事総裁職に就任した者はおらず、結果として徳川家門のみが在職した職となったが、松平直克就任以前に加賀藩の前田斉泰が幕閣から政事総裁職就任の打診を受けているほか、直克辞職後も、米沢藩の上杉斉憲、仙台藩の伊達慶邦が打診を受けており、東国の外様大名からの選出も模索されていた。